# Referendum w Ekwadorze w 2008 roku
Referendum w Ekwadorze w 2008 roku – referendum przeprowadzone 28 września. Do głosowania uprawnionych było ok. 9 mln obywateli, a przedmiotem referendum była propozycja zmian w konstytucji.

## Okoliczności głosowania
Projekt zmiany ustroju gospodarczego został opracowany przez zdominowane przez zwolenników prezydenta Rafaela Correi Zgromadzenie Konstytucyjne. Opozycja zapowiedziała bojkot jego wyników. Ostatnie sondaże przedwyborcze wskazywały ok. 8% przewagi zwolenników nowych rozwiązań.

## Cele zmian
Proponowana zmiana ustawy zasadniczej ma w swym założeniu umożliwić prezydentowi budowę systemu harmonizującego wpływ społeczeństwa, państwa i rynku na gospodarkę. Correa jest przeciwnikiem polityki MFW oraz neoliberalizmu. Optuje natomiast za bezpłatną służbą zdrowia i edukacją oraz systemem minikredytów dla drobnych przedsiębiorców.

## Wyniki referendum
Ekwadorczycy w referendum opowiedzieli się za poparciem projektu nowej konstytucji. Nowa ustawa zasadnicza poszerza lewicowemu Correi zakres władzy i przedłuża jego kadencję dwukrotnie.